# Димитриос Роцикас
Димитриос Роцикас (на гръцки: Δημήτριος Ρώτσικας) e гръцки революционер, деец на Гръцката въоръжена пропаганда в Македония.

## Биография
Роцикас е роден в 1874 година в българо-влашкото сярско градче Долна Джумая. Роцикас е в основата на гръцкия революционен комитет в града. В 1907 година основава и оглавява в Долна Джумая комитета Национална лига. В 1907 година е осъден от военен съд на доживотен затвор и лежи в Еди куле в Солун. След Младотурската революция в 1908 година е амнистиран. Умира в 1928 година. Името му носи улица в Сяр.